# اق دوکار
اق دوکار (به عربی: أق دوکار) یک روستا در سوریه است که در ناحیه عین حلاقیم واقع شده‌است. اق دوکار ۳۷۷ نفر جمعیت دارد.